# 한국인의 밥상
《한국인의 밥상》은 매주 목요일 저녁 7시 40분에 방송되는 한국 요리 전문 교양 프로그램이다.

## 기획 의도
지역별 대표 음식들의 숨겨진 이야기, 역사, 음식, 문화, 아름다운 영상, 깊이 있는 취재 등을 통하는 프로그램이다.

## 방송 시간
| 방송 채널 | 방송 기간                          | 방송 시간                    |
| --------- | ---------------------------------- | ---------------------------- |
| KBS 1TV   | 2011년 1월 6일 ~ 2016년 4월 21일   | 매주 목요일 저녁 7:30 ~ 8:25 |
| KBS 1TV   | 2016년 4월 28일 ~ 2018년 12월 27일 | 매주 목요일 저녁 7:35 ~ 8:25 |
| KBS 1TV   | 2019년 1월 3일 ~ 현재              | 매주 목요일 저녁 7:40 ~ 8:30 |

## 역대 출연자

### 현재 출연자
| 역대 | 출연자 및 패널 | 방송 기간                        | 방송 회차    | 비고 |
| ---- | -------------- | -------------------------------- | ------------ | ---- |
| 1대  | 최불암         | 2011년 1월 6일 ~ 2025년 1월 16일 | 1회 ~ 688회  |      |
| 2대  | 최수종         | 2025년 4월 10일 ~ 현재           | 700회 ~ 현재 |      |

## 수상 경력
- 백상예술대상 - TV 부문 교양 작품상 (2013년)

## 같이 보기
관련 항목
- 한국 요리
- 음식

방송 프로그램
- 한식탐험대 (KBS 시사교양본부 제작)
- 신상출시 편스토랑, 백종원 클라쓰 (KBS 2TV)
- 최고의 요리 비결 (EBS 1TV)
- 찾아라! 맛있는 TV, 백파더: 요리를 멈추지 마!, 볼빨간 신선놀음, 로컬 식탁 (MBC TV)
- 결정 맛대맛, 백종원의 골목식당, 맛남의 광장, 식자회담 - 국가발전 프로젝트 (SBS TV)
- 우리가 아는 맛-알토란 (MBN)
- 식객 허영만의 백반기행 (TV조선)
- 삼시세끼, 백패커, 줄 서는 식당 (tvN)
- 토요일은 밥이 좋아 (E채널)
- 맛있는 녀석들 (코미디TV)
- 노중훈의 여행의 맛 (MBC 표준FM)

## 특이 사항
- LG전자가 2019년에 세탁기 출시 50주년 기념으로 이 프로그램의 소재를 패러디한 한국인의 세탁 TV광고를 선보인 바 있다.

## 결방
2011년
3월 3일 : 결방
4월 14일 : 결방
2012년
8월 30일 : 결방
2013년
6월 27일 : 결방
2014년
4월 17일 ~ 4월 24일 : 세월호 침몰 사고 여파로 인한 2주 연속 결방
7월 3일 : 결방
9월 25일 ~ 10월 2일 : 2014 인천 아시안 게임 중계방송 관계로 2주 연속 결방
2015년
1월 1일 : 결방
9월 3일 : 방송의 날 특집 프로그램 여파로 인한 결방
2016년
8월 11일 : 2016 리우데자네이루 올림픽 중계방송 관계로 결방
2017년
2월 9일 : 결방
3월 23일 : 결방
7월 6일 : 문제인 대통령 신한반도평화비전연설 긴급 편성 관계로 결방
7월 27일 : 여름특집 그 섬에 살고 싶다 대체 편성으로 인한 결방
12월 21일 : 2018 평창 동계 올림픽 G-50 축하무대 중계방송 관계로 결방
2018년
4월 5일 : 결방
8월 23일 : 태풍 관련 뉴스특보 여파로 인한 결방
9월 20일 : 결방
2019년
2월 28일 : 북미 2차 정상회담 여파로 인한 결방
4월 11일 : 100주년 임시정부수립 기념식 중계 관계로 결방
5월 30일 : 헝가리 다뉴브강 유람선 침몰 뉴스특보 여파로 인한 결방
8월 1일 : BBC 특선 다큐멘터리 다이너스티 편성으로로 인한 결방
8월 8일 : 특선 다큐멘터리 야생의 대평원 세렝게티 편성으로 인한 결방
10월 3일 : 제24회 부산국제영화제 개막식 중계방송 관계로 결방
2020년
2월 27일 ~ 3월 5일 : 코로나19 대체 편성으로 인한 결방
9월 3일 : 방송의 날 특집 프로그램 여파로 인한 결방
2021년
7월 29일 : 2020 도쿄 올림픽 중계방송 관계로 결방
2022년
1월 20일 : 코로나19 대체 편성으로 인한 결방
5월 12일 : 6.1 지방선거 초청 토론회 진행 관계로 결방
6월 2일 ~ 6월 9일 : 결방
2023년
3월 30일 : 결방
7월 13일 : 뉴스특보 여파로 인한 결방
7월 27일 : 결방
8월 10일 : 태풍 카눈 관련 뉴스특보 여파로 인한 결방
10월 5일 : 2022 항저우 아시안 게임 중계방송 관계로 결방
2024년
8월 1일 ~ 8월 8일 : 2024 파리 올림픽 중계방송 관계로 인한 결방
12월 12일 : 윤석열 대통령 탄핵 관련 뉴스특보 관계로 결방
2025년
3월 27일 : 뉴스 특보 산불 관계로 3월 29일 토요일 저녁 8시 10분으로 변경
7월 17일 : 뉴스특보 여파로 인한 결방
7월 31일 : 올여름은 국내로! 쉬어가도 괜찮아-[대구총국] 편성으로 인한 결방